# 4. Maj Kollegiet på Frederiksberg
55°40′41.74″N 12°31′44.42″Ø / 55.6782611°N 12.5290056°Ø
4. Maj Kollegiet på Frederiksberg er et studenterkollegium på Frederiksberg Bredegade 13B, Kollegiet er stiftet af Frihedsfonden i 1951 som ét af ni 4. Maj Kollegier i Danmark.

## Anlæg
Bygningen er tegnet af arkitekt Hans Hansen og opført 1950-51. En ombygning af tagetagen i 1991 føjede syv værelser til kollegiet. Den funktionalistiske kollegiebygning i røde mursten og med særprægede turkisfarvede træsøjler blev bygningsfredet i 2006. Anlægget er U-formet med hovedfløj i tre etager mod Smallegade og to sidefløje i to etager mod Frederiksberg Have.
4. Maj Kollegiet deler bygning og have med Hassagers Collegium, der har 10 værelser omkring en enkelt gang på kollegiet. Værelserne t har alle en mindetavle om en person eller begivenhed fra modstandskampen. Værelserne er grupperet omkring seks gangkøkkener, der bærer navnene P7 (Pigegangen og De syv små hjem), Organistgangen, Friheden, Øst, Vest og Midt. Kollegiet har en indflyttergang med små værelser (gangen De syv små hjem), hvor indflyttede alumner bor, indtil de kan rykke videre til et større og permanent værelse.
Et gammelt klassicistisk landsted på Frederiksberg Bredegade 13A er eforbolig. Bygningen er opført i 1804-06 af Københavns brandmajor, tømrermester Johan Boye Junge som sommerbolig. Bygningen er fredet. Møstings Hus, et andet gammelt landsted, blev i 1977 flyttet vest for kollegiet for at danne pendant til eforboligen med kollegiebygningen som midterakse.
Kollegiets nuværende efor er John Edelsgaard Andersen, institutleder ved Institut for Nordiske Studier og Sprogvidenskab ved Københavns Universitet.

## Historie
Efter Besættelsen blev Frihedsfonden oprettet for at hjælpe overlevende modstandsfolk samt afdøde modstandsfolks familier økonomisk og socialt. Gennem store landsdækkende indsamlinger blev der etableret en formue til dette formål. Samtidig drøftede man, hvordan modstandskampen skulle hyldes. Frihedsfondens ledelse ønskede ikke at rejse monumenter, da man følte, at monumentet lignede bombastisk tysk Denkmal-kultur. I stedet fandt fonden på at rejse kollegier for den ungdom, der havde været aktiv i modstandskampen, og for efterkommere af frihedskæmperne. Ophavsmændene til ideen var Hakon Stephensen og kontorchef Rothe.
Det kollegium, der skulle ligge i hovedstaden, blev ikke et af de først færdiggjorte, og at kollegiet kom til at ligge på Frederiksberg, skyldes særlige historiske omstændigheder. Oprindeligt havde Hans Hansen i 1947 udarbejdet planer til kollegiet placeret i Københavns Kommune enten ved Fælledparkens indgang fra Trianglen eller på Jagtvej nær Maskinistskolen. Men kommunen var meget fodslæbende med hensyn til at stille en grund til rådighed.
Så tilbød professor Carsten Høeg, central modstandsmand, på vegne af Københavns Universitet at stille den frederiksbergske grund til rådighed, hvor allerede Hassagers Kollegium lå. Hassagers Kollegium var oprettet 1900 i overensstemmelse med Dorothea Hassagers testamente. Høeg var efor for kollegiet og havde under Besættelsen haft det farefulde hverv – sammen med udvalgte studerende – at ajourføre og opbevare Frihedsrådets stikkerkartotek over de danskere, der havde samarbejdet med besættelsesmagten. Arkivet skulle anvendes – og blev anvendt – ved Befrielsen for at sikre, at de rigtige personer blev anholdt, og at det ikke kom til tilfældig, primitiv lynjustits i gaderne.
Hassagers Collegium ejede en meget stor grund, der kun var bebygget med en lille bygning med 10 værelser samt landstedet, der nu er eforbolig. På resten af grunden var der en tennisbane og frugttræer. Frihedsfonden indgik således et samarbejde med Universitetet, hvorved 4. Maj Kollegiet blev placeret i Frederiksberg Bredegade, mens 10 værelser i den nye bygning blev reserveret til Hassager-kollegiet. Efter færdiggørelsen af Hans Hansens nye bygning blev det gamle Hassagers Collegium revet ned.
Da kollegiet blev opført, var omgivelserne bag Frederiksberg Rådhus stadig præget af en landsbyagtig bebyggelse mellem Smallegade og Bredegade med reminiscenser fra det ældste Frederiksberg. Hans Hansen havde forestillet sig dette areal ryddet, hvilket det også blev, og omdannet til en rådhushave, der kunne integreres med Frederiksberg Have. Men da den gamle bymidte blev fjernet i 1960'erne og 1970'erne, kom den ikke i brug som park, fordi kommunen reserverede arealet til en udvidelse af rådhuset. Samtidig kom det frem, at en del af området var forurenet, da der tidligere havde ligget autoværksteder etc. Siden har arealet henligget som parkeringsplads.
Frihedsfonden havde kontor i kollegiebygningen indtil fondens nedlæggelse i 1995.

## Kendte alumner
- Merete Ahnfeldt-Mollerup
- Søren Brier
- Stig Hjarvard
- Katrine Winkel Holm
- Morten Jung-Olsen
- Marie Louise Kjølbye
- Aage Laumark-Møller
- Lis Mellemgaard
- Morten Thing
- Niels Thomsen